# Náhradní železniční doprava

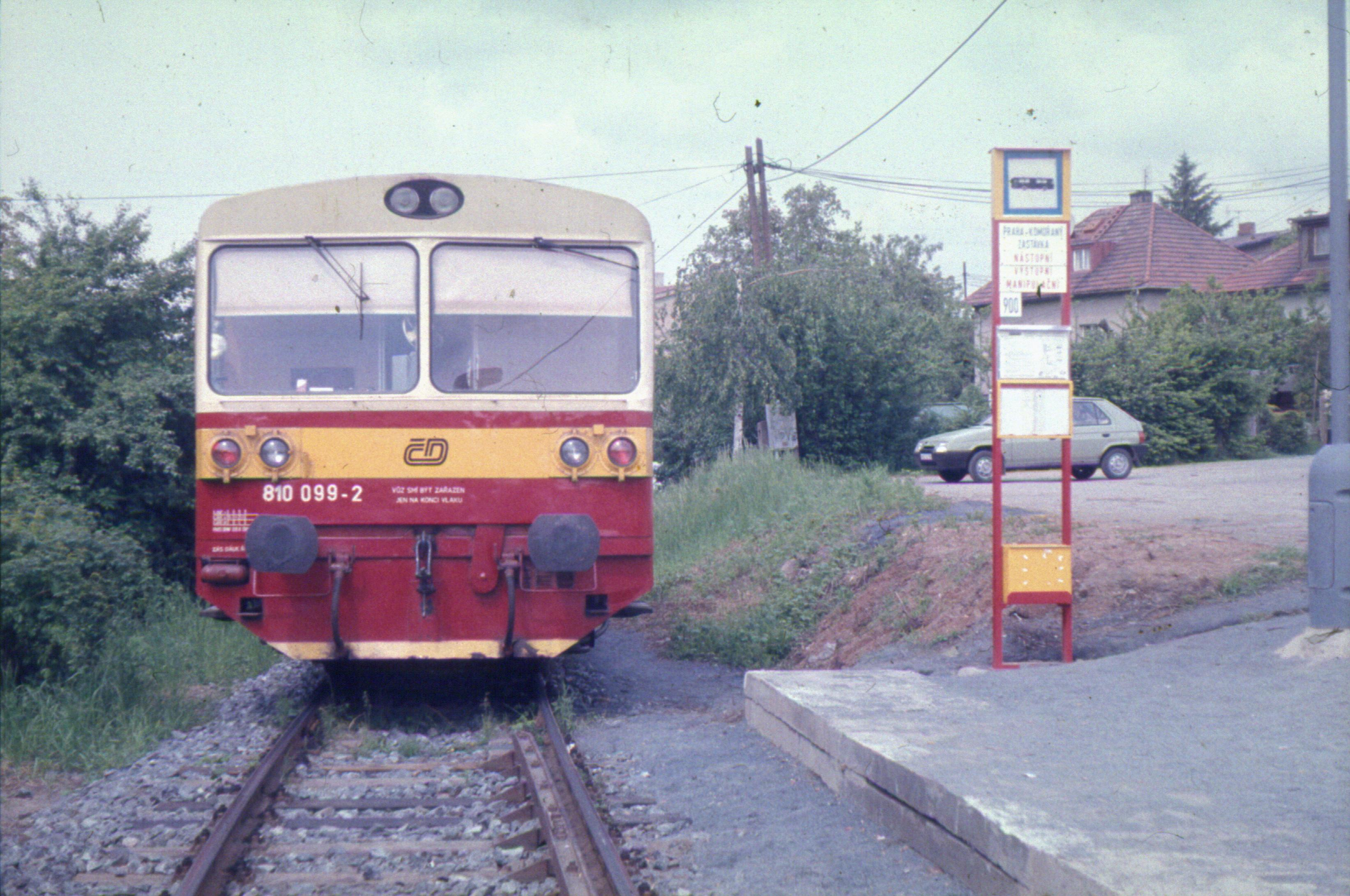
Linka 900 náhradní vlakové dopravy v roce 1995 v zastávce Praha-Komořany zastávka

Náhradní železniční doprava (NŽD, též náhradní vlaková doprava) je linková železniční doprava provozovaná jako náhrada za dočasně přerušený jiný druh dopravy, například za autobusovou dopravu, případně za jiný směr či segment železniční či jiné drážní dopravy. Je spíše raritou – mnohem obvyklejší je, že je naopak zřizována náhradní autobusová doprava za přerušenou drážní dopravu. Bývá zřizována tehdy, je-li uzavřena pozemní komunikace a nejde zřídit přiměřeně krátkou objížďku nebo je například objížďka pro autobusy nesjízdná, ale souběžně vede železniční dráha. Tj. může jíž například o komunikace v sevřených údolích, rekonstrukci silničních mostů atd. 

## Případy zavedení náhradní železniční dopravy
- V letech 1919–1922 byla jako náhrada za nedostavěnou tramvajovou trať Podolí–Braník jako dočasné řešení umožněna přeprava cestujících vlaky ČSD po tovární vlečce k vápenkám branického lomu a k cementárně. Na vlečce byla pro tento účel zřízena mezilehlá zastávka Braník přístaviště a koncová zastávka Podolí cementárna v místech dnešního plaveckého areálu. Doprava zde byla provozována nějakou dobu v roce 1919, po zrušení pak byla ještě obnovena na víkendy o letní sezoně 1922. Samotná vlečka byla zrušena roku 1953.[1]
- V době rekonstrukce Sokolovské ulice v Praze mezi Florencí a Palmovkou od 1. července 1966 byly obavy, že náhradní autobusová linka X-5 nebude zvládat nápor cestujících do průmyslové oblasti Libně a Vysočan. V pracovních dnech (tj. včetně soboty) byl proto zaveden jeden pár náhradní vlakové dopravy označené X-15 s ranním odjezdem z Prahy-Těšnova v 5:33 přes stanici Praha-Libeň dolní nádraží s příjezdem do Prahy-Vysočan v 5:46, zpět z Prahy-Vysočan vyjížděl ve 14:49 a na Těšnov dorazil v 15:49 (chybný údaj?). Kvůli nezájmu cestujících byl vlak od pondělí 11. července zrušen. Ve vlaku platily předplatní i volné síťové jízdenky MHD i časové jízdenky časové z linek 5, 8, 13, 15 a 19. Tarifní odbavení prováděli pracovníci DP-Elektrických drah přímo ve vlaku.[1]
- Od 10. května do 14. července 1995 byla z důvodu rekonstrukce Komořanské ulice zavedena v Praze zvláštní železniční linka 900 v trase Praha-Modřany zastávka - Praha-Modřany - Praha-Komořany zastávka, využívající vlečku do modřanské strojírny. Linka byla v provozu denně v období cca od 4.30 do 0.30 hodin v pravidelném intervalu 20 minut. Provoz zajišťovaly motorové vozy řady 810, ve špičkovém období ve dvojici, v ostatních obdobích jedním vozem. Dopravu provozovala Středočeská železniční společnost, s.r.o. vozy pronajatými i s osádkou od Českých drah. Jízda byla pro cestující bezplatná. Protože celá trasa byla v obvodu jedné železniční stanice, doprava byla řízena návěstmi pro posun. Nástupiště linky byla nezvykle vybavena červenožlutými zastávkovými sloupky v provedení pro MHD se symbolem autobusu.[1]
- Při povodních v srpnu 2002, kdy bylo kvůli zaplavení a poškození vyřazeno z provozu pražské metro a řada dalších tras, byla od 18. srpna 2002 do 15. března 2003 zavedena na několika linkách tzv. „kyvadlová doprava ČD“. V těchto vlacích platily kromě předplatních jízdenek PID i jednotlivé přestupní jízdenky PID, které jinak v té době ještě ve vlacích neplatily.[1]
  - Praha hlavní nádraží - Praha-Smíchov v intervalu 20 minut, jízdní doba 7 minut
  - Praha Masarykovo nádraží - Praha-Libeň - Praha-Běchovice v intervalu cca 10 až 60 minut (později cca 30 minut), jízdní doba 16 minut
  - Praha hlavní nádraží – Praha-Smíchov severní nástupiště – Praha-Jinonice – Praha-Zličín v intervalu cca 120 minut. Brzy po zavedení byla linka zrušena.
  - (Praha-Smíchov - Praha-Vršovice - přes Malešice –) Praha-Libeň - Praha-Vysočany - Praha-Horní Počernice v intervalu cca 30 minut, s návazností v Libni na Masarykovo nádraží. Zpočátku byla linka provozována v trase Smíchov – Horní Počernice, brzy po zavedení byla zkrácena.
- Od 28. listopadu do 10. prosince 2005 byla zavedena náhradní železniční doprava ve formě více než 20 posilových vlaků v úseku Davle - Petrov u Prahy na trati 210 Praha - Vrané nad Vltavou - Čerčany, čímž byl interval ve špičkových obdobích zkrácen na 20 minut. Důvodem byla asanace skály podél silnice II/104. Ve stanici Petrov u Prahy cestující přecházeli po mostě přes Sázavu k zastávce návazných autobusů na Štěchovice.[2]
- Od 1. června do 31. srpna 2010 po dobu rekonstrukce pražské tramvajové trati Anděl – Řepy byla nově zřízena linka náhradní vlakové dopravy S65, která měla doplnit náhradní autobusovou linku X9, kvůli dopravní zácpě nespolehlivou. Praha-Smíchov Na Knížecí – Praha–Žvahov – Praha–Jinonice – Praha–Cibulka – Praha–Zličín (Sídliště Řepy). Nástupiště Na Knížecí bylo kvůli ní nově vybudováno v prostoru bývalého nákladního kolejiště. Po skončení tramvajové výluky zůstala vlaková linka S65 v provozu trvale, byť se zredukovaným intervalem. Linka jezdila pouze v pracovních dnech v období cca od 5 do 20 hodin ve špičkovém intervalu 30 minut.[1]
- Od 22. května do 15. června 2017 byly z důvodu rekonstrukce silnice II/301 mezi Trutnovem a Radvanicemi na objednávku kraje zřízeny náhradní posilové spoje na souběžně vedoucí trati 047. Ve směru z Trutnova do Radvanic bylo přidáno 10 vlaků v pracovní den, v opačném směru 12 spojů v pracovní den, v sobotu byly přidány dva páry spojů a v neděli 3 páry spojů.[3]
- Od 22. července do 31. října 2019 byla z důvodu rekonstrukce hraničního mostu přes řeku Moravu na silnici I/51 po 15 letech od zrušení dočasně vrácena osobní doprava na mezinárodní železniční trať Hodonín – Holíč nad Moravou jako náhrada za autobusovou linku IDS JMK 910.[4]
- Od 19. července do 20. srpna 2021, kdy oprava silnice v Čejkovicích znemožnila průjezd autobusové linky DÚK 751 ze Žatce do Kadaňského Rohozce, objednal Ústecký kraj u dopravce GW Train Regio mimořádné zastavování rychlíků Plzeň – Most v zastávce Čejkovice, která byla předtím již 14 let zrušena.[5]
- Z důvodu opravy mostu silnice II/513 přes Váh mezi Leopoldovem a Hlohovcem, který byl uzavřen z důvodu havarijního stavu, byla na jaře 2022 na několik měsíců posílena železniční doprava na souběžné trati.[6]
- Kvůli vícečetným uzavírkám silnic na podzim roku 2024 proběhlo rovněž opětovné zavedení vlakové dopravy mezi Rakovníkem a Kolešovicemi. celkem pět párů vlaků v pracovních dnech zajišťovalo náhradu za linku PID 560. [7] [8]